# Leváre
Leváre, ungarisch Lévárt (1948–1992 slowakisch „Strelnice“ – bis 1948 „Gemerské Leváre“) ist eine Gemeinde in der südlichen Mittelslowakei mit 77 Einwohnern (Stand 31. Dezember 2024), die zum Okres Revúca, einem Kreis des Banskobystrický kraj, gehört und in der traditionellen Landschaft Gemer liegt.

## Geographie

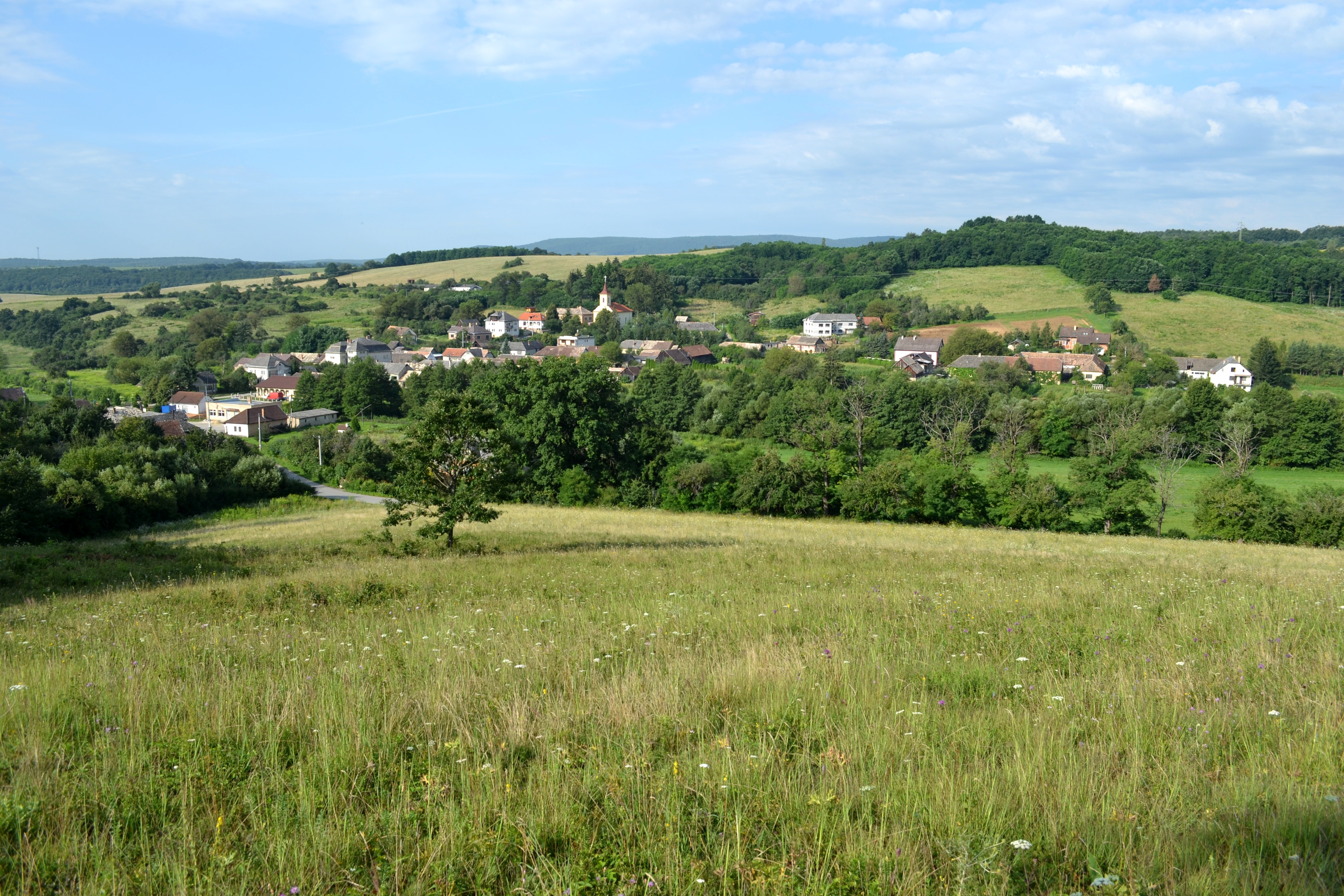
Blick auf Leváre

Die Gemeinde befindet sich im am Rande des Berglands Revúcka vrchovina im Slowakischen Erzgebirge, im Tal und am Unterlauf des Východný Turiec im Einzugsgebiet der Slaná. Das Ortszentrum liegt auf einer Höhe von 210 m n.m. und ist 14 Kilometer von Tornaľa sowie 34 Kilometer von Revúca entfernt.
Nachbargemeinden sind Držkovce im Norden, Licince im Osten, Gemerská Ves im Süden, Polina im Südwesten und Skerešovo im Westen.

## Geschichte

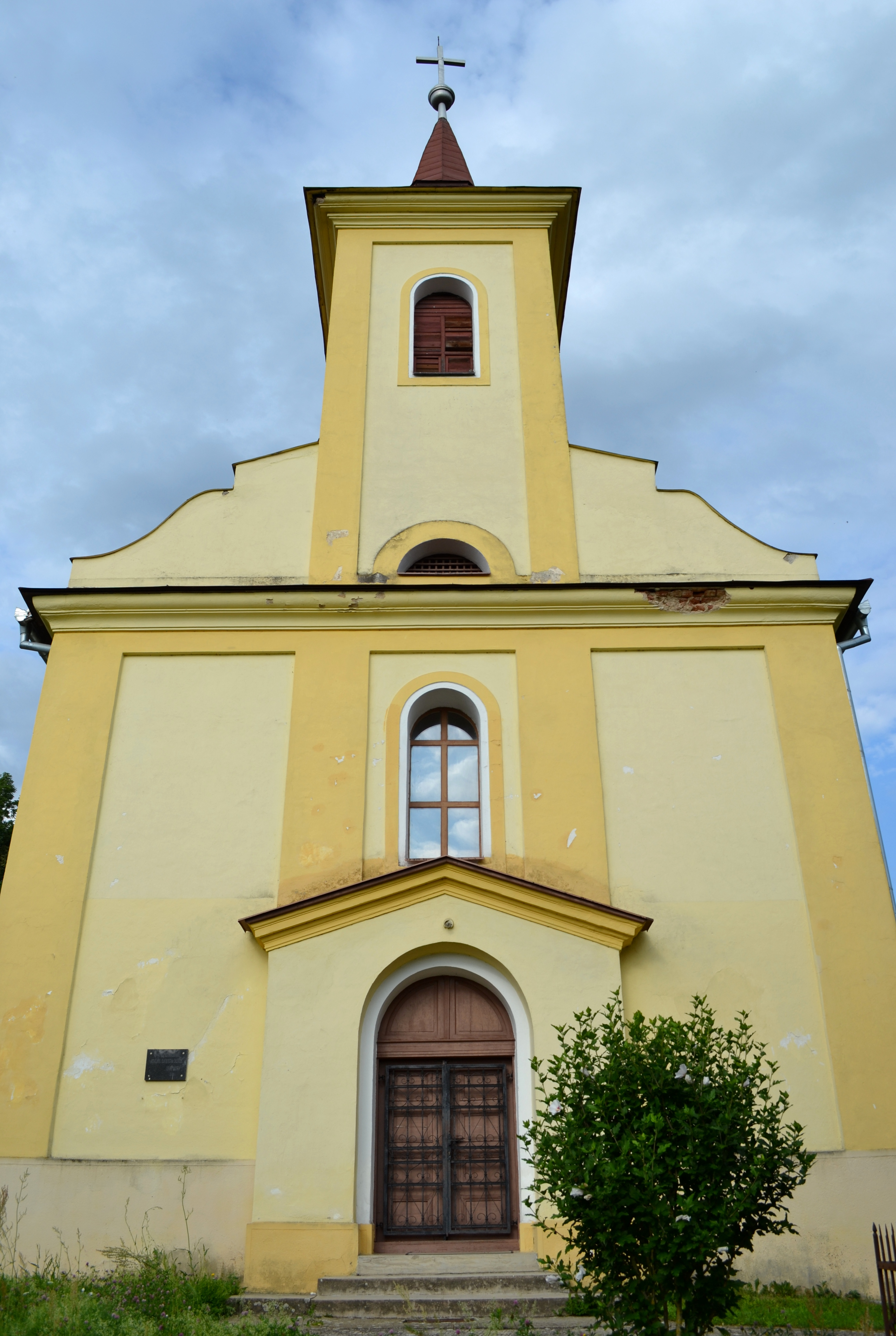
Kirche in Leváre

Leváre wurde zum ersten Mal 1427 als Lewarth schriftlich erwähnt und im selben Jahr gab es im Ort 10 Porta. Während der Türkenkriege wurde aus dem Dorf lediglich ein Weiler, erst im 18. Jahrhundert, als die Ortsgüter den Familien Wesselényi und Csáky gehörte, begann ein ernsthafter Wiederaufbau. 1773 wohnten hier 17 leibeigene Bauern- und 18 Untermieterfamilien, 1828 zählte man 68 Häuser und 491 Einwohner, die als Landwirte und Töpfer beschäftigt waren.
Bis 1918 gehörte der im Komitat Gemer und Kleinhont liegende Ort zum Königreich Ungarn und kam danach zur Tschechoslowakei beziehungsweise heute Slowakei. Auf Grund des Ersten Wiener Schiedsspruchs lag der Ort von 1938 bis 1944 noch einmal in Ungarn.

## Bevölkerung
| Jahr                | 1994 | 2004    | 2014    | 2024     |
| ------------------- | ---- | ------- | ------- | -------- |
| Anzahl der Personen | 101  | 102     | 94      | 77       |
| Unterschied         |      | +0,99 % | −7,84 % | −18,08 % |

| Jahr                | 2023 | 2024    |
| ------------------- | ---- | ------- |
| Anzahl der Personen | 81   | 77      |
| Unterschied         |      | −4,93 % |

Nach der Volkszählung 2011 wohnten in Leváre 100 Einwohner, davon 86 Magyaren und 13 Slowaken. Ein Einwohner machte keine Angabe zur Ethnie.
86 Einwohner bekannten sich zur römisch-katholischen Kirche, vier Einwohner zur reformierten Kirche sowie jeweils ein Einwohner zu den Zeugen Jehovas und zur griechisch-katholischen Kirche. Zwei Einwohner waren konfessionslos und bei sechs Einwohnern wurde die Konfession nicht ermittelt.

## Baudenkmäler

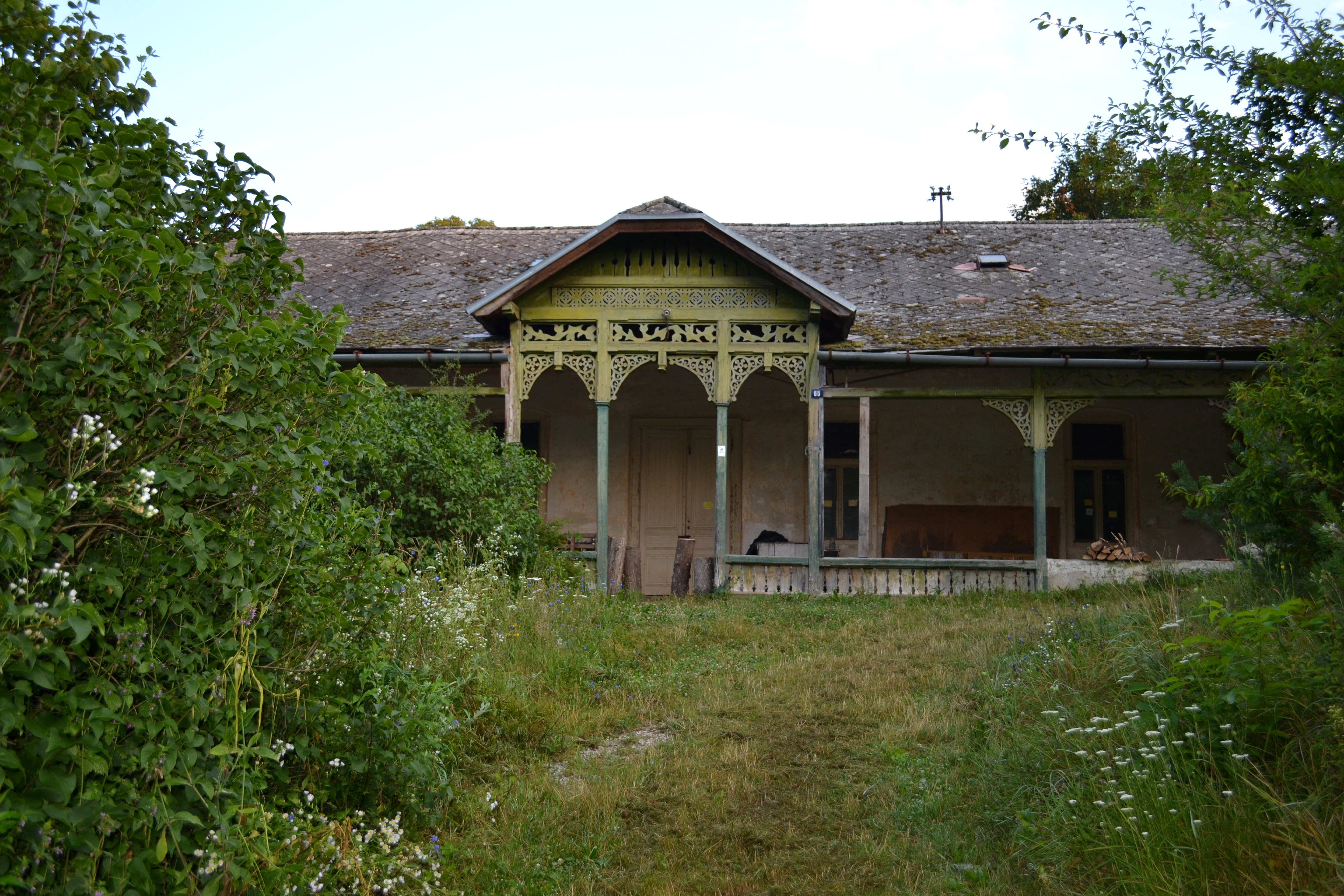
Ein Gebäude im ehemaligen Heilbad

- römisch-katholische Kirche Mariä Heimsuchung im neoklassizistischen Stil aus dem Jahr 1873[6]
- Gebäude des ehemaligen Lokalheilbads Lévártfürdő aus dem 19. Jahrhundert[7]